# Nepotilla bathentoma
Nepotilla bathentoma é uma espécie de gastrópode do gênero Nepotilla, pertencente a família Raphitomidae.